# Valentino
Valentino és una pel·lícula britànica dirigida per Ken Russell, estrenada el 1977. Ha estat doblada al català.

## Argument
Biografia de Rodolfo Valentino. La pel·lícula comença per una seqüència d'actualitats que mostra l'esdeveniment suscitat per la mort als 31 anys de l'estrella de cinema Rodolfo Valentino (Rudolf Nuréiev). Uns quants milers de fans es precipiten a casa del difunt. Diverses dones destaquen la importància de Valentino en la seva vida i li volen retre un últim homenatge. Cadascuna se'n recorda d'ell a través de flashbacks.

## Repartiment
- Rudolf Nuréiev: Rodolfo Valentino
- Leslie Caron: Alla Nazimova
- Michelle Phillips: Natacha Rambova
- Carol Kane: Starlete
- Felicity Kendal: June Mathis
- Seymour Cassel: George Ullman
- Huntz Hall: Jesse Lasky
- Linda Thorson: Billie Streeter
- Peter Vaughan: Rory O'Neil
- Anthony Dowell: Vaslav Nijinsky
- William Hootkins: Fatty
- Percy Herbert: Guàrdia de l'estudi
- Bill McKinney: Policía
- Richard LeParmentier: El xèic
- Mildred Shay: Dona de Maxim's
- Anton Diffring: Baron Long

## Nominacions[calcitació]
1978
- BAFTA a la millor fotografia per Peter Suschitzky
- BAFTA al millor vestuari per Shirley Russell
- BAFTA a la millor direcció artística per Philip Harrison

## Al voltant de la pel·lícula[calcitació]
- Una altra pel·lícula consagrada a la vida de l'estrella es va estrenar el 1951, Valentino de Lewis Allen.